# Repubblica Democratica del Congo ai Giochi della XXXI Olimpiade
La Repubblica Democratica del Congo ha partecipato ai Giochi della XXXI Olimpiade, che si sono svolti a Rio de Janeiro, Brasile, dal 5 al 21 agosto 2016, con una delegazione di quattro atleti impegnati in tre discipline.
Portabandiera alla cerimonia di apertura è stata Rosa Keleku che ha gareggiato nel taekwondo.
Si è trattato della decima partecipazione di questo paese ai Giochi. Così come nelle precedenti edizioni, non sono state conquistate medaglie.

## Atletica
Eventi su pista e strada
| Atleta                | Evento            | Batteria  | Batteria  | Finale          | Finale          |
| Atleta                | Evento            | Risultato | Posizione | Risultato       | Posizione       |
| --------------------- | ----------------- | --------- | --------- | --------------- | --------------- |
| Makorobondo Salukombo | Maratona maschile | N.D.      | N.D.      | 2:28:54         | 113             |
| Beatrice Alice        | 5000 m femminili  | 19:29.47  | 16        | non qualificata | non qualificata |

## Judo
| Athleta      | Evento          | 32imi                | 16imi                    | Ottavi               | Quarti               | Semifinali           | Ripescaggio          | Med. bronzo          | Finale               | Posizione |
| Athleta      | Evento          | Avversario Risultato | Avversario Risultato     | Avversario Risultato | Avversario Risultato | Avversario Risultato | Avversario Risultato | Avversario Risultato | Avversario Risultato | Posizione |
| ------------ | --------------- | -------------------- | ------------------------ | -------------------- | -------------------- | -------------------- | -------------------- | -------------------- | -------------------- | --------- |
| Rodrick Kuku | −66 kg maschile | Bye                  | W. Mateo (DOM) P 000–010 | non qualificato      | non qualificato      | non qualificato      | non qualificato      | non qualificato      | non qualificato      | 17        |

## Taekwondo
| Atleta      | Evento           | Ottavi                   | Quarti               | Semifinali           | Ripescaggio          | Med. bronzo          | Finale               | Posizione |
| Atleta      | Evento           | Avversario Risultato     | Avversario Risultato | Avversario Risultato | Avversario Risultato | Avversario Risultato | Avversario Risultato | Posizione |
| ----------- | ---------------- | ------------------------ | -------------------- | -------------------- | -------------------- | -------------------- | -------------------- | --------- |
| Rosa Keleku | −49 kg femminile | I. Manjarrez (DOM) P 5–9 | non qualificata      | non qualificata      | non qualificata      | non qualificata      | non qualificata      | 17        |